# Barent Fabritius

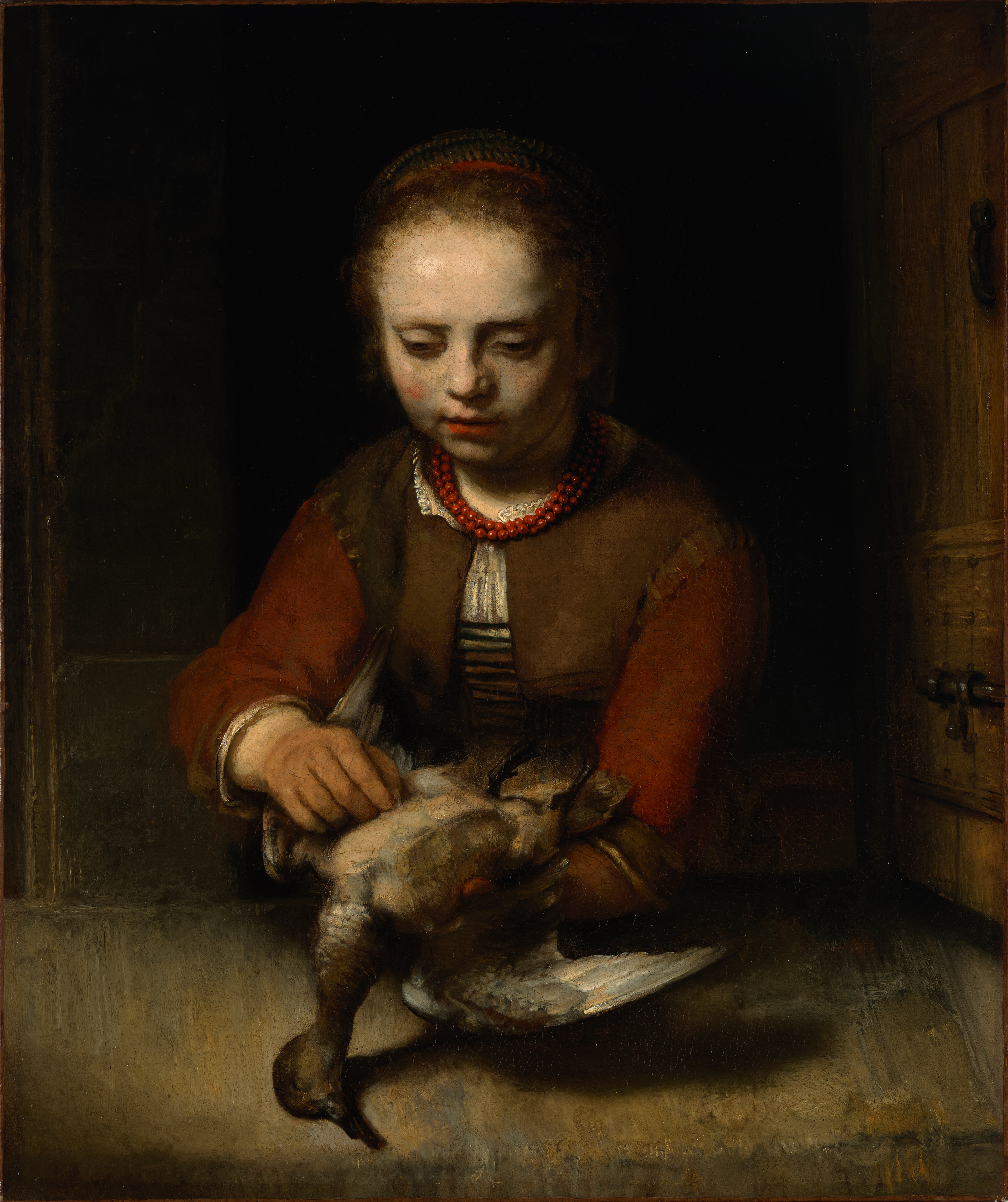
Mujer desplumando un pato.

Barent Fabritius (Barent Pietersz. Fabritius) fue un pintor neerlandés nacido en Midden-Beemster en 1624 y fallecido en Ámsterdam en 1673. 
Hijo de Pieter Carelsz. Fabritius, estudió con su hermano Carel Fabritius, y probablemente, también con Rembrandt. Pintor de escenas bíblicas (Los tres ángeles ante Abraham, La presentación en el templo), mitológicas y de carácter histórico, además de expresivos retratos.
- Datos: Q261496
- Multimedia: Barent Fabritius / Q261496